# Colma di Mombarone
La Colma di Mombarone (o Colma di Monbarone o, più semplicemente, il Mombarone) è una montagna delle Alpi Pennine alta 2.371 m. Visivamente e morfologicamente segna l'inizio della Valle d'Aosta ma amministrativamente è interamente compresa in Piemonte; interessa i comuni di Settimo Vittone, in provincia di Torino, e di Donato e Graglia, in provincia di Biella.

## Toponimo

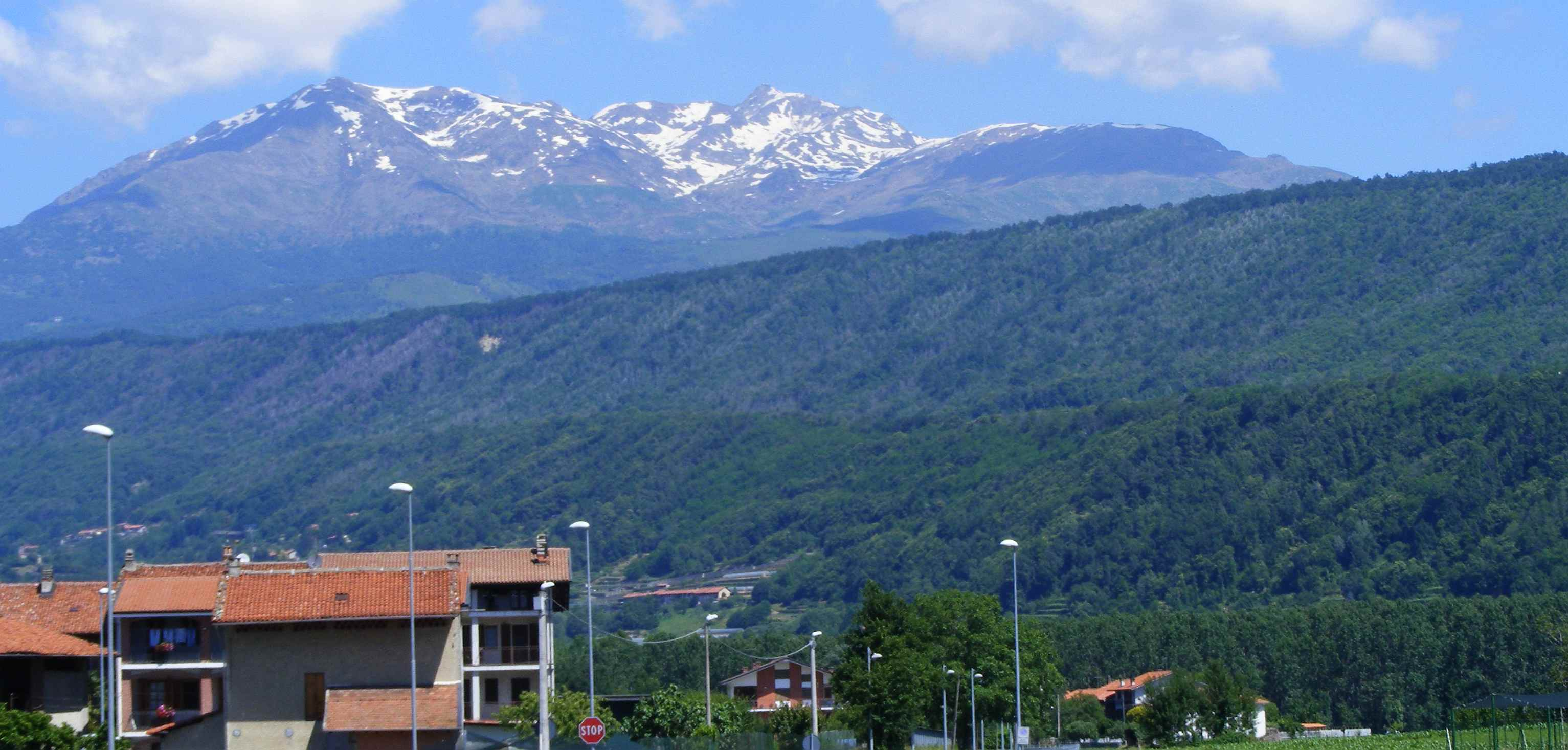
Il Mombarone visto da Bollengo (TO), con in primo piano la Serra

Il toponimo in piemontese significa mucchio, cumulo: questo termine entra nella denominazione di altre montagne quali, ad esempio, il Monte Barone (in Val Sessera) o il Monte Baron (Val Casternone). 

Per Colma nell'area settentrionale del Piemonte si intende invece un luogo elevato, sia esso una sommità oppure un colle o una sella (come ad es. nel caso della frazione Colma).

## Geodesia
Sulla cima si trova il punto geodetico trigonometrico dell'IGM denominato Monte Colma Di Monbarone (cod. 042041) nonché un vertice trigonometrico della rete primaria di inquadramento IGM95, materializzato sul posto da un centrino GPS montato su un pilastrino metallico a sezione triangolare, denominato semplicemente Colma di Monbarone (cod. 042905).

## Descrizione

Il monumento al Redentore in un disegno d'epoca

Il Mombarone, insieme con le vette satelliti del Monte Cavalgrosso (2.231), Monte Cavalpiccolo (2.189 m) e Punta Tre Vescovi (2.344 m), segna l'inizio del tratto montano del bacino della Dora Baltea, ovvero della Valle d'Aosta.

Le sue pendici sono drenate dal torrente Chiussuma, affluente di sinistra della Dora, e dai torrenti Janca e Viona, che confluiscono invece nell'Elvo in destra idrografica.

La Punta Tre Vescovi, situata circa 400 m a nord-est della Colma di Mombarone propriamente detta, è il punto triplo dove convergono le province di Torino, Biella ed Aosta (e, come dice il nome, le diocesi di Aosta, Biella e Ivrea).

Dalle pendici meridionali della montagna si origina la Serra Morenica di Ivrea, l'imponente morena laterale lasciata dal grande ghiacciaio che percorreva la Valle d'Aosta durante le ultime fasi glaciali.
La cresta spartiacque Elvo-Dora Baltea, dopo l'evidente intaglio del Colle della Lace, prosegue invece a nord verso il Monte Mars.

Sulla vetta del Mombarone nel 1900 è stata costruita una massiccia statua del Redentore, tuttora in loco. Si tratta di una statua in bronzo sorretta da una guglia ottagonale in pietra lavorata alta 16 metri assieme alla piccola cappella che le fa da base. L'inaugurazione avvenne il 23 settembre alla presenza di migliaia di persone che erano giunte sulla cima del monte, e la cerimonia fu officiata dall'allora vescovo di Ivrea mons. Matteo Filipello.
A sua volta il Mombarone è visibile da molto lontano e domina con la sua mole buona parte del Canavese e del Biellese.

## Escursionismo e corsa

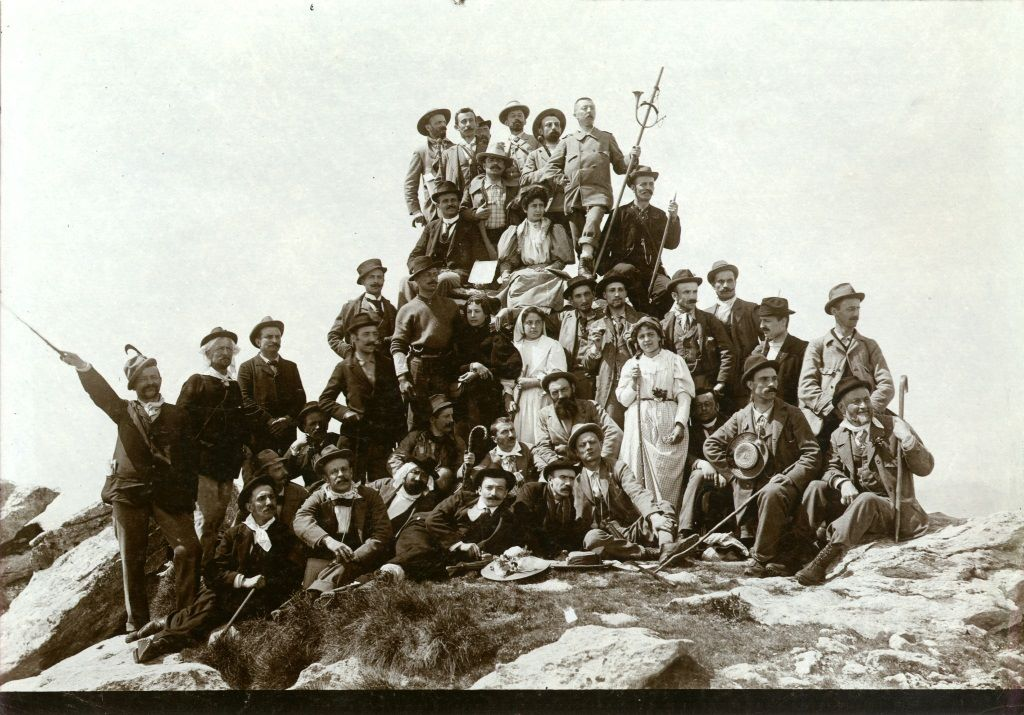
Escursionisti in vetta nel 1896, ovvero prima della costruzione del monumento al Redentore (foto M.Gabinio)

Si tratta di una montagna di interesse principalmente escursionistico, accessibile per sentiero da più punti sia del Canavese che del Biellese.
Per il Colle della Lace, circa un km a nord della cima, transita la GtA. 

Poco a sud della vetta è invece situato a 2.312 m il Rifugio Mombarone, un punto di appoggio utile per chi voglia passare la notte nei pressi della cima, magari per godere lo spettacolo del sorgere del sole.

La salita al Mombarone è inoltre una classica sci-alpinistica, effettuabile anche con le ciaspole.

Dal 1977 tra Ivrea e il Mombarone si corre tutti gli anni una corsa podistica tra le più dure e rinomate del Piemonte, con uno sviluppo di più di 20 km ed un dislivello positivo di circa 2.100 metri.
La prima edizione della gara si svolse in realtà nel 1922, con percorso libero; dopo poche repliche seguì però un lungo periodo di abbandono concluso con il ripristino della competizione nella forma attuale.